# Guerra dei colori
Guerra dei colori (Poison ivy) è un film statunitense del 1985, diretto da Larry Elikann.